# Вариабельность сердечного ритма
Вариа́бельность (варабельность) серде́чного ри́тма (ВСР), также Вариабельность ритма сердца (англ. Heart rate variability, HRV), — физиологическое явление, проявляющееся в изменении интервала между началами двух соседних сердечных циклов. Оценивается по изменениям интервала времени между соседними сердечными сокращениями (сердцебиениями).
Реже используются следующие синонимичные термины: «вариабельность длины цикла», «вариабельность RR» (где R — точка, соответствующая пику комплекса QRS волны электрокардиограммы (ЭКГ) и RR — интервал между последовательными R) и «вариабельность периода сердца».
ВСР является величиной, обратной к вариабельности мгновенной частоты сердечных сокращений (ЧСС).
В соответствии с ГОСТом, «регистрирующий прибор для измерения зависимости периода сердечных сокращений от времени» следует называть хронокардиографом и такие записи следует называть хронокардиограммами.
В научной литературе можно встретить термины, употребляемые в качестве синонимов для хронокардиограмм. Так, последовательность значений «мгновенной» ЧСС иногда называют кардиотахограммой, а последовательность значений интервалов между началами соседними сердцебиениями называют ритмограммой. Баевский с той же целью употреблял термин «динамический ряд кардиоинтервалов» и «кардиоинтервалограмма»; а термин «ритмограмма» использовал для обозначения одного из графических способов представления динамических рядов кардиоинтервалов, то есть хронокардиограмм.
Исследование и анализ ВСР включают три этапа:
1. измерение и представление динамических рядов кардиоинтервалов==>;
2. анализ динамических рядов кардиоинтервалов==>;
3. оценку результатов анализа ВСР==> .

## История изучения
Считается, что первым это явление было обнаружено Альбрехтом фон Галлером в 1760 г.
Анализ ВСР начал активно развиваться в СССР в начале 1960-х годов, поскольку одним из важных стимулов его развития послужили успехи космической медицины. В 1966 г. в Москве состоялся первый в мире симпозиум по вариабельности сердечного ритма]. Первые монографии по ВСР также
были изданы в СССР.
В 1980-х годах Р. М. Баевский предложил для комплексной оценки ритма сердца показатель активности регуляторных систем (ПАРС), который вычисляется в баллах на основании перечисленных методик. То есть качественный анализ ВСР должен быть проведен по всем трем методикам, а полученные данные используются для расчета показателя ПАРС.
В 1996 г. были опубликованы международные рекомендации (Рекомендации—1996), разработанные рабочей группой Европейского кардиологического общества и Североамериканского общества кардиостимуляции и электрофизиологии (Task Force of The European Society of Cardiology and The North American Society of Pacingand Electrophysiology). Несколько позже был опубликован их русскоязычный перевод.
В 2001 г., в соответствии с решением Комиссии по диагностическим приборам и аппаратам Комитета по новой
медицинской технике Минздрава России (протокол № 4 от 11 апреля 2000 г.) была создана группа экспертов для
разработки отечественных методических рекомендаций по анализу ВСР, в результате работы которой был предложен российский вариант рекомендаций по использованию методов анализа ВСР, которые в некоторых процедурах значительно отличаются от Рекомендаций—1996. В них предложен также ряд характеристик, предназначенных на оценке функциональных резервов организма, применяемых традиционно в космической медицине СССР.
На ограниченную применимость набора методов международного стандарта 1996 г. указывается во многих исследованиях (например,). В связи с этим продолжается поиск и разработка новых методов анализа ВСР (например,)

## Методы регистрации
Динамические ряды кардиоинтервалов могут быть получены при анализе любых кардиографических записей (электрических, механических, ультразвуковых и т. д.).
Методы, используемые для обнаружения сердцебиений, включают в себя: электрокардиография, артериальное давление, баллистокардиограммы, и сигнал пульсовой волны, полученный из фотоплетизмографа. Обычно вариабельность ритма сердца оценивают на основании измерений длительности интервалов R-R на ЭКГ, в которой математически (например, при помощи алгоритма Пана-Томпкинса) производят автоматическое распознание R-зубца и формируют запись последовательности интервалов R-R. Более верным было бы исследование длительности интервалов P-P, так как именно начало зубца P и является началом нового сердечного цикла, связанного с возбуждением синусового узла (СУ); традиция использования интервалов R-R связана с тем, что зубец R, особенно во втором стандартном отведении, наиболее легко выделить из ЭКГ-сигнала при компьютерной обработке в силу того, что он является наибольшим по амплитуде. Электрокардиография считается предпочтительным методом, поскольку она облегчает исключение тех сердцебиений, которые происходят не из синоатриального узла.
Ошибки в локализации маркеров мгновенного ритма сердца ведут к ошибкам в расчете ВСР, поскольку методы оценки разных показателей ВСР очень чувствительны к артефактам и ошибкам, и даже 2 % ошибочных данных приведут к нежелательным искажениям в вычислениях ВСР. Поэтому для обеспечения точных результатов считается крайне важным отслеживать артефакты перед применением методов математического анализа ВСР.
Термин «NN» используется вместо RR, чтобы подчеркнуть тот факт, что обработанные доли являются «нормальными» частями, то есть прошедшими «очистку» от артефактов и процедуру «нормализации».
Считается целесообразным различение следующих видов регистрации ВСР: а) в условиях относительного покоя; б) при проведении функциональных тестов; в) в условиях обычной деятельности или при выполнении профессиональных нагрузок; г) в клинических условиях, — поскольку каждый из этих видов исследований характеризуется определёнными особенностями методики.
Для выявления нарушения автономной нервной регуляции применяются различные функциональные тесты: рефлекторные, нагрузочные и фармакологические. Среди них наиболее часто используются такие простые, доступные и объективные тесты как проба Вальсальва, ортостатическая проба, дыхательная проба и др. При функциональных пробах длительность регистрации может колебаться от 10—15 мин до 1,5—2 ч. Считается, что использование функциональных проб имеет серьёзные преимущества, поскольку позволяет минимизировать индивидуальные различия и оценить направленность изменений, а не оперировать абсолютными значениями параметров.

## Методы математического анализа
Анализ вариабельности сердечного ритма — это новая методология исследования процессов регуляции физиологических функций, где система кровообращения рассматривается как индикатор адаптационных реакций всего организма.
В международных стандартах 1996 г. выделены две группы методов математического анализа ВСР: во временно́м и в частотном доменах.
Особо подчёркивается, что переходный процесс при функциональных пробах должен анализироваться специальными методами; анализ переходных процессов может иметь самостоятельное диагностическое и прогностическое значение.

### Методы временно́го домена

#### Статистические методы
Основаны на статистическом анализе хронокардиограмм, чтобы получить такие параметры, как:
- SDNN — стандартное отклонение интервалов NN. Часто рассчитывается в течение 24 часов. SDANN — стандартное отклонение средних интервалов NN, рассчитанных за короткие периоды, обычно 5 минут. Таким образом, SDNN является мерой изменений частоты сердечных сокращений, вызванных циклами продолжительностью более 5 минут. SDNN отражает все циклические компоненты, ответственные за изменчивость в период записи, поэтому он представляет общую изменчивость.
- RMSSD — «среднеквадратичное значение последовательных различий», квадратный корень из среднего значения квадратов последовательных различий между соседними NN.
- SDSD — «стандартное отклонение последовательных различий», стандартное отклонение последовательных различий между соседними NN.
- NN50 — количество пар последовательных NN, которые отличаются более чем на 50 мс.
- pNN50 — доля NN50, деленная на общее количество NN.
- NN20 — количество пар последовательных NN, которые отличаются более чем на 20 мс.
- pNN20 — доля NN20, деленная на общее количество NN.
- EBC — «расчетный цикл дыхания», диапазон (max-min) в пределах движущегося окна заданной продолжительности периода исследования. Окна могут перемещаться в режиме наложения друг на друга или быть строго различными (последовательными) окнами. EBC часто предоставляется в сценариях сбора данных, где обратная связь HRV в режиме реального времени является основной целью. EBC, полученный из PPG в течение 10 и 16 секунд последовательных и перекрывающихся окон, как было показано, сильно коррелирует с SDNN.

#### Геометрические методы
В соответствии с международными стандартами, нормализованная хронокардиограмма (последовательность NN интервалов) может быть отображена в виде некоторой геометрической структуры, параметры которой затем измеряют и используют в качестве интегральных характеристик исходной хронокардиограммы.
При работе с геометрическими методами используются три основных подхода:
1. основные измерения геометрической модели (например, ширина гистограммы распределения на определённом уровне) преобразуются по определённым правилам в характеристики ВСР,
2. определённым математическим образом (аппроксимация гистограммы распределения треугольником или дифференциальной гистограммы экспоненциальной кривой) интерполируется геометрическая модель и далее анализируются коэффициенты, описывающие эту математическую форму,
3. геометрическая форма классифицируется, различается несколько категорий образцов геометрической формы, представляющих различные классы ВСР (эллиптическая, линейная, треугольная форма кривой Лоренца).

Пример гистограммы 5-минутной хронокардиограммы в норме (ИН = 65)

Триангулярный индекс (TINN) рассчитывается как интеграл плотности распределения (то есть фактически сумма всех NN интервалов), отнесенный к максимуму плотности распределения. Впервые был предложен в 1989 году.
Предложенные стандартами 1996 года геометрические методы не подходят для оценки быстрых изменений вариабельности (не короче 20 минут, но предпочтительнее 24 часа); их преимуществом является нечувствительность к нестационаронсти хронокардиограммы. Иные геометрические методы, — например, гистограмма и скатерограмма, — находятся ещё в стадии развития и исследования.

Пример гистограммы 5-минутной хронокардиограммы при выраженной симпатикотонии (ИН = 862)

Для описания гистограммы обычно используются следующие параметры: AMO — амплитуда моды гистограммы, MO — мода гистограммы, SD — среднеквадратичное отклонение; реже — асимметрия (Ass), эксцесс (Ех), вариационный размах (dX), коэффициент вариации (V) и др.
Для оценки адекватности процессов регуляции сердечного ритма используют параметры оценки ВСР, предложенные P.M. Баевским:
- индекс вегетативного равновесия: ИВР = AMO/SD, — для определения соотношения симпатической и парасимпатической регуляции работы сердца;
- вегетативный показатель ритма ВПР = 1/(MO*SD), — для оценки вегетативного баланса (чем меньше ВПР, тем больше вегетативный баланс смещен в сторону преобладания парасимпатической регуляции);
- показатель адекватности процессов регуляции ПАПР = AMO/M0, — для выявления соответствия между уровнем функционирования СУ и симпатической активностью;
- индекс напряжения регуляторных систем ИН = AMO/(2SD*MO), — отражает степень централизации управления сердечным ритмом.

ИН характеризует активность механизмов симпатической регуляции, состояние центрального контура регуляции; в норме ИН колеблется в пределах 80-150 у. е. Этот показатель чрезвычайно чувствителен к усилению тонуса симпатической нервной системы: небольшая нагрузка (физическая или эмоциональная) увеличивает ИН в 1,5-2 раза; при значительных нагрузках он растет в 5-10 раз; у больных с постоянным напряжением регуляторных систем (психический стресс, стенокардия, недостаточность кровообращения) ИН в покое равен 400—600 у. е.; у больных острым инфарктом миокарда ИН в покое достигает 1000—1200 у. е.
Скатерограмма (с англ. — «scatter», «рассеивание») — это графическое изображение пар интервалов RR (предыдущего и последующего) в двумерной координатной плоскости. При этом по оси абсцисс откладывается величина {\displaystyle RR_{n}}, а по оси ординат — величина {\displaystyle RR_{(n-1)}}. По скатерограмме можно косвенно судить о вариабельности ритма сердца: чем кучнее «облако» точек, тем меньше вариабельность ритма. По точкам, отстоящим далеко от основной группы, можно судить о наличии артефактов и нарушений ритма. В русскоязычных источниках может обозначаться как корреляционная ритмограмма, или как пятна Пуанкаре или Лоренца. Считается, что целесообразно использовать оценку скаттерграммы при аритмиях, когда методы статистического и спектрального анализа вариабельности сердечного ритма малоинформативны или неприемлемы.

### Методы частотного домена
При анализе ВСР под спектральной плотностью мощности (СПМ) временной последовательности понимают СПМ стационарного (в широком смысле) случайного процесса, реализацией которого является эта последовательность. Следует иметь в виду, что любой из применяемых спектральных методов — это метод оценки СПМ, а не точного её построения. Если целью исследования является выявление межгрупповых различий в спектральных характеристиках ВСР обследуемых из разных групп, то оценки СПМ ВСР всех больных всех групп надо проводить при помощи одного и того же метода. Стандартная длина участка хронокардиограммы для спектрального анализа составляет 256 кардиоциклов, что соответствует промежутку времени 3,5—5 минут; жёсткие требования стационарности делают невыполнимым спектральный анализ 24-часовой хронокардиограммы
Методы в частотной области используются для подсчитывания количество NN-интервалов, которые соответствуют каждой полосе частот. Стандартами рекомендовано различать следующие полосы (компоненты) частот:
- высокой частоты (ВЧ) от 0,15 до 0,4 Гц,
- низкой частоты (НЧ) от 0,04 до 0,15 Гц и
- очень низкой частоты (ОНЧ) от 0,003 до 0,04 Гц и
- ультранизкочастотный (УНЧ) менее 0,003 Гц.

Измерение мощности ОНЧ, НЧ, ВЧ обычно осуществляется в абсолютных единицах мощности (мс2), но НЧ и ВЧ могут быть дополнительно выражены в нормализованных единицах, которые показывают относительный вклад каждого из компонентов в пропорции к общей мощности за вычетом ОНЧ-компонента. УНЧ будет получен лишь при использовании спектрального анализа для всего 24-х часовой периода наблюдения.

### Методы нелинейного анализа
Для представления результатов стандарты 1996 года предлагают использовать следующие методы нелинейного анализа (нелинейные методы): сечение Пуанкаре, графики аттрактора на малом числе измерений, сингулярное разложение и аттракторные траектории. Для количественного описания применялись D2 корреляционные размерности, экспонента Ляпунова и энтропия Колмогорова.
Нелинейные методы рассматриваются как потенциально многообещающие средства оценки ВСР, однако в настоящее время используются ограничено, поскольку необходим дальнейший прогресс в технологии анализа и интерпретации результатов. Исследование возможностей использования нелинейного анализа ВСР активно продолжается.

### Поиск долгосрочных корреляций
Было обнаружено, что последовательности интервалов RR имеют долгосрочные корреляции. Различные типы корреляций были обнаружены на разных стадиях сна. Однако одним из недостатков этих исследований является отсутствие в них статистических оценок достоверности.

## Физиологические основы

### Физиологические механизмы
ЧСС определяется многочисленными регуляторными механизмами; принято выделять интракардиальные (внутрисердечные) и экстракардиальные (внесердечные) механизмы регуляция ритма сердца. Первым уровнем системы регуляции работы сердца является механизм внутрисердечного регулирования. Он связан с особыми свойствами самого миокарда и действует даже в условиях изолированного сердца по закону Франка — Старлинга: изолированное сердце при постоянной частоте сокращений может самостоятельно приспосабливать свою деятельность к возрастающей нагрузке, отвечая на неё увеличенным выбросом.
Экстракардиальная регуляция работы сердца осуществляются вегетативной нервной и эндокринной системами; по скорости развития адаптивных процессов и их продолжительности механизмы регуляции сердечно-сосудистой системы делят на:
1. механизмы кратковременного действия (барорефлексы, хеморефлексы, действие гормонов: адреналина, норадреналина, вазопрессина),
2. механизмы промежуточного (по времени) действия (изменения транскапиллярного обмена, релаксация напряжения сосудов, ренин-ангиотензиновая система),
3. механизмы длительного действия (регуляция внутрисосудистого объёма крови и емкости сосудов).

Синоатриальный узел получает регуляторные воздействия со стороны нервной и эндокринной систем, вследствие чего мгновенный пульс (или интервал RR) изменяются. Основными источниками ВСР являются влияние со стороны автономной (симпатическая и парасимпатическая) нервной системы (АНС) и гуморальные факторы. Дыхание вызывает низкочастотные волны сердечного ритма, опосредованные главным образом через АНС. К иным факторам, которые влияют на ВСР, причисляют барорефлекс (рефлекс Циона — Людвига) , терморегуляцию, цикл сна-бодрствования, приемы пищи, физическая активность и стресс.
С точки зрения теория функциональных система регуляция кровообращения представляет собой многоконтурную, иерархически организованную систему, в которой доминирующая роль отдельных звеньев определяется текущими потребностями организма.
Наиболее простая двухконтурная математическая модель регуляции сердечного ритма, предложенная Р. М. Баевским, исходит из допущения, что система регуляции СУ может быть представлена в виде двух взаимосвязанных уровней (контуров): центрального и автономного с прямой и обратной связью.

### Кросс-корреляция с другими системами
Устойчиво различают два основных колебательных явления ВСР:
- Дыхательная аритмия, то есть изменения ЧСС связанные с дыхательными движениями и точно соответствующие частоте дыхания.
- Низкочастотные колебания.[A: 15] Эти изменения ЧСС связаны с волнами Майера (волнами Траубе-Геринга-Майера) кровяного давления и обычно имеет частоту 0,1 Гц или 10-секундный период.

В ходе изучения вопроса о том, как ритмы сердцебиения соотносятся с другими физиологическими системами, такими как легкое и мозг, было обнаружено, что, хотя во время бодрствования, света и быстрого сна корреляция между сердцебиением с другими физиологическими системами высока, они почти исчезают во время глубокого сна.

### Корреляция ВСР с геофизическими факторами
Обнаружен феномен изменчивости сократительной функции сердца на протяжении 11-летнего цикла солнечной активности, выявлены корреляции популяционных ритмов сердечно-сосудистых катастроф и ритмов солнечной и геомагнитной активности, описана типовая ритмическая реакция сердца на воздействие различных внешних факторов, включая геомагнитную активность.

## Клиническое значение
Считается, что стандартизация клинико-физиологической интерпретации показателей ВСР на данном этапе развития науки всё ещё остаётся практически невозможной, поскольку представления и оценки различных авторов нередко противоречивы.
Характерной особенностью метода является его неспецифичность по отношению к нозологическим формам патологии и высокая чувствительность к самым разнообразным внутренним и внешним воздействиям.
Вместе с тем, ВСР хорошо отражает степень напряжения регуляторных систем, обусловленную возникающей в ответ на любое стрессорное воздействие активацией системы гипофиз-надпочечники и реакцией симпатоадреналовой системы.
С целью проведения комплексной оценки функционального состояния по показателю активности регуляторных систем (ПАРС), которая предусматривает диагностику функциональных состояний организма (но не заболеваний); он вычисляется в баллах по специальному алгоритму, учитывающему статистические показатели, показатели гистограммы и данные спектрального анализа хронокардиограмм.
Значения ПАРС выражаются в баллах от 1 до 10. На основании анализа значений ПАРС могут быть диагностированы следующие функциональные состояния:
1. ПАРС = 1-2(норма); состояние оптимального (рабочего) напряжения регуляторных систем, необходимое для поддержания активного равновесия организма со средой;
2. ПАРС = 3-4; состояние умеренного напряжения регуляторных систем, когда для адаптации к условиям окружающей среды организму требуются дополнительные функциональные резервы. Такие состояния возникают в процессе адаптации к трудовой деятельности, при эмоциональном стрессе или при воздействии неблагоприятных экологических факторов;
3. ПАРС = 4-6; состояние выраженного напряжения регуляторных систем, которое связано с активной мобилизацией защитных механизмов, в том числе с повышением активности симпатико-адреналовой системы и системы гипофиз-надпочечники;
4. ПАРС = 6-8; состояние перенапряжения регуляторных систем, для которого характерна недостаточность защитно-приспособительных механизмов, их неспособность обеспечить адекватную реакцию организма на воздействие факторов окружающей среды. Здесь избыточная активация регуляторных cистем уже не подкрепляется соответствующими функциональными резервами;
5. ПАРС = 8-10; состояние истощения (астенизации) регуляторных систем, при котором активность управляющих механизмов снижается (недостаточность механизмов регуляции) и появляются характерные признаки патологии. Здесь специфические изменения отчетливо преобладают над неспецифическими.

В исследованиях было показано, что сниженная ВСР может быть использована как показатель, отображающий вероятность смерти после перенесённого инфаркта миокарда, хотя в другой работе сравнение ВСР и сердечного ритма показало, что прогностическая информация о выживаемости после инфаркта миокарда полностью содержится в средней частоте сердечных сокращений.
Также с изменённой (обычно более низкой) ВСР может быть связан и ряд других исходов и патологических состояний, например, такие как: застойная сердечная недостаточность, диабетическую невропатию, депрессию после трансплантации сердца.
Выявлено, что у жертв внезапной сердечной смерти при жизни ВСР была ниже, чем у здоровых людей.
Согласно систематическому обзору опубликованных исследований, ВСР коррелирует с прогрессированием заболевания и летальным исходом у онкологических больных.
Анализ ВСР находит в кардиологии применение для решения задач дифференциальной диагностики обморочных состояний; в частности, такие задачи приходится рассматривать при принятии решений о призыве на срочную армейскую службу. Другим направлением применения анализа ВСР является оценка дисфункции синусового узла, который бывает связан либо с дисплазией соединительной ткани сердца, либо с СССУ. 
Существует интерес к ВСР в области психофизиологии. Некоторые результаты указывают на возможность отслеживания уровня стресса по характеристикам ВСР. ВСР также использовался для оценки навыков принятия решений в игре с высоким риском, и было обнаружено, что он является показателем более высокой симпатической активации при принятии решений, связанных с риском.

### Книги
1. 1 2 3  Рябыкина Г. В., Соболев А. В. Вариабельность ритма сердца. — М.: «Стар'Ко», 1998. — 200 с. — ISBN 5-85493-032-3.
2. ↑  Haller A.,. Haller A. Elementa physiologiae corporis humani: In 8 t., T. 2, lib. 6. (лат.). — Lausanne: S. d’ Arnay, 1760. — С. 330–332.
3. ↑  Воскресенский А. Д., Вентцель М. Д. Статистический анализ сердечного ритма и показателей гемодинамики в физиологических исследованиях. — М.: Наука, 1974. — 221 с.
4. 1 2 3 4  Баевский Р. М., Кириллов О. И., Клецкин С. З. Математический анализ изменений сердечного ритма при стрессе. — М.: Наука, 1984. — 224 с.
5. 1 2  Ардашев А. В., Лоскутов А.Ю. Практические аспекты современных методов анализа вариабельности сердечного ритма. — М.: ИД «МЕДПРАКТИКА-М», 2011. — 128 с.
6. ↑  Математические методы анализа сердечного ритма / под ред. Парина В. В., Баевского Р. М.. — М.: Наука, 1968.
7. ↑  Бреус Т. К., Чибисов С. М., Баевский Р. М., Шебзухов К. В.. Хроноструктура ритмов сердца и факторы внешней среды. — М.: Издательство Российского университета дружбы народов; Полиграф сервис, 2002. — 232 с. — ISBN 5-209-01404-5.
8. ↑  Снежицкий В. А. и др. Вариабельность ритма сердца: применение в кардиологии / под ред. В. А. Снежицкого. — Гродно: ГрГМУ, 2010. — 212 с. — ISBN 978-985-496-630-4.

### Статьи
1. 1 2  Рабочая группа Европейского Кардиологического
общества и Северо-Американского общества стимуляции и электрофизиологии. Вариабельность сердечного ритма. Стандарты измерения, физиологической интерпретации и клинического использования // Вестник аритмологии : journal. — 1999. — № 11. — С. 53—78. Архивировано 19 июня 2021 года.
2. 1 2 3 4 5  Баевский Р. М., Иванов Г. Г. Вариабельность сердечного ритма: теоретические аспекты и возможности клинического применения // Ультразвуковая и функциональная диагностика. — 2001. — № 3. — С. 108—127.
3. 1 2  Task Force of the European Society of Cardiology and the North American Society of Pacing and Electrophysiology. Heart rate variability: Standards of measurement, physiological interpretation and clinical use (англ.) // Circulation[англ.] : journal. — 1996. — Vol. 93. — P. 1043—1065.
4. ↑  Heart rate variability. Standards of measurement, physiological interpretation, and clinical use. Task force of the European society of cardiology and the North American society of pacing and electrophysiology // Eur.Heart J. : journal. — 1996. — Т. 17. — С. 354—381.
5. ↑  Баевский, Р. М., Иванов, Г. Г., Чирейкин, Л. В., Гаврилушкин, А. П., Довгалевский, П. Я., Кукушкин, Ю. А., Миронова, Т. Ф., Прилуцкий, Д. А., Семенов, А. В., Федоров, В. Ф., Флейшман, А. Н., Медведев, М. М. Анализ вариабельности сердечного ритма при использовании различных электрокардиографических систем // Вестник аритмологии : journal. — 2001. — № 24. — С. 65—87.
6. 1 2  Баевский Р. М. Анализ вариабельности сердечного ритма: история и философия, теория и практика // Клиническая информатика и телемедицина : journal. — 2004. — № 1. — С. 54—64.
7. 1 2  Бокерия Л. А., Бокерия О. Л., Волковская И. В. Вариабельность сердечного ритма: методы измерения, интерпретация, клиническое использование // Анналы аритмологии : журнал. — 2009. — № 4. — С. 21–32. — ISSN 2307-6313. Архивировано 25 сентября 2020 года.
8. ↑  Kudinov A. N., Lebedev D. Y., Tsvetkov V. P., Tsvetkov  I.V. Mathematical model of the multifractal dynamics and analysis of heart rates (англ.) // Mathematical Models and Computer Simulations : journal. — 2015. — Vol. 7, no. 3. — P. 214—221.
9. ↑  Brüser C., Stadlthanner K., de Waele S., Leonhardt S. Adaptive beat-to-beat heart rate estimation in ballistocardiograms (англ.) // IEEE Transactions on Information Technology in Biomedicine : journal. — 2011. — Vol. 15, no. 5. — P. 778—786. — doi:10.1109/TITB.2011.2128337. — PMID 21421447.
10. ↑  Citi L., Brown E. N., Barbieri R. A real-time automated point-process method for the detection and correction of erroneous and ectopic heartbeats (англ.) // IEEE Transactions on Bio-Medical Engineering : journal. — 2012. — Vol. 59, no. 10. — P. 2828—37. — doi:10.1109/TBME.2012.2211356. — PMID 3523127.
11. ↑  Malik M., Farrell T., Cripps T., Camm A. J. Heart rate variability in relation to prognosis after myocardial infarction: selection of optimal processing techniques (англ.) // Eur. Heart J. : journal. — 1989. — No. 12. — P. 1060—1074. — doi:10.1093/oxfordjournals.eurheartj.a059428. — PMID 2606116.
12. 1 2  Bailly F., Longo G., Montevil M. A 2-dimensional geometry for biological time (англ.) // Progress in Biophysics and Molecular Biology : journal. — 2011. — Vol. 106, no. 3. — P. 474—484. — doi:10.1016/j.pbiomolbio.2011.02.001. — PMID 21316386.
13. ↑  Shirazi A. H., Raoufy M. R., Ebadi H. et al. Quantifying memory in complex physiological time-series (англ.) // PLOS ONE : journal. — 2013. — Vol. 8, no. 9. — P. e72854. — doi:10.1371/journal.pone.0072854. — PMID 24039811.
14. ↑  Bunde A., Havlin S., Kantelhardt J., Penzel T., Peter J., Voigt K. Correlated and uncorrelated regions in heart-rate fluctuations during sleep (англ.) // Physical Review Letters : journal. — 2000. — Vol. 85, no. 17. — P. 3736—9. — doi:10.1103/PhysRevLett.85.3736. — PMID 11030994.
15. ↑  Sayers B. M. Analysis of heart rate variability (англ.) // Ergonomics : journal. — 1973. — Vol. 16, no. 1. — P. 17—32. — doi:10.1080/00140137308924479. — PMID 4702060.
16. ↑  Bashan A., Bartsch R. P., Kantelhardt J. W., Havlin S., Ivanov P. C. Network physiology reveals relations between network topology and physiological function (англ.) // Nature Communications : journal. — 2012. — Vol. 3. — P. 702. — doi:10.1038/ncomms1705.
17. ↑  Bigger J. T., Fleiss J. L. Frequency domain measures of heart period variability and mortality after myocardial infarction (англ.) // Circulation[англ.] : journal. — Lippincott Williams & Wilkins[англ.], 1992. — Vol. 85, no. 1. — P. 164—171. — doi:10.1161/01.CIR.85.1.164.
18. ↑  Kleiger R. E., Miller J. P. Decreased heart rate variability and its association with increased mortality after acute myocardial infarction (англ.) // Am J Cardiol[англ.] : journal. — 1987. — Vol. 59, no. 4. — P. 256—262. — doi:10.1016/0002-9149(87)90795-8.
19. ↑  Abildstrom S. Z., Jensen B. T. Heart rate versus heart rate variability in risk prediction after myocardial infarction (англ.) // Journal of Cardiovascular Electrophysiolog : journal. — 2003. — Vol. 14, no. 2. — P. 168—173. — doi:10.1046/j.1540-8167.2003.02367.x.
20. ↑  Mølgaard H., Sørensen K. E., Bjerregaard P. Attenuated 24-h heart rate variability in apparently healthy subjects, subsequently suffering sudden cardiac death (англ.) // Clinical Autonomic Research : journal. — 1991. — Vol. 1, no. 3. — P. 233—7. — doi:10.1007/BF01824992. — PMID 1822256.
21. ↑  Kloter E., Barrueto K., Klein S. D., Scholkmann F., Wolf U. Heart Rate Variability as a Prognostic Factor for Cancer Survival - A Systematic Review // Frontiers in Physiology : journal. — 2018. — № 9. — С. 623. — doi:10.3389/fphys.2018.00623. — PMID 29896113.
22. ↑  Полевая С. А., Ерёмин Е.В., Буланов Н. А., Бахчина А. В., Ковальчук А. В., Парин С. Б. Событийно-связанная телеметрия ритма сердца для персонифицированного дистанционного мониторинга когнитивных функций и стресса в условиях естественной деятельности // Современные технологии в медицине : journal. — 2019. — Т. 11, № 1. — С. 109—115. — ISSN 2076-4243. — doi:10.17691/stm2019.11.1.13.
23. ↑  Shapiro, M. S., Rylant, R., de Lima, A., Vidaurri, A., van de Werfhorst, H. Playing a rigged game: Inequality's effect on physiological stress responses (англ.) // Physiology & Behavior : journal. — 2017. — No. 180. — P. 60—69. — ISSN 0031-9384. — doi:10.1016/j.physbeh.2017.08.006.

### Нормативные документы
1. ↑  ГОСТ 17562-72 Приборы измерительные для функциональной диагностики. Термины и определения. docs.cntd.ru. Дата обращения: 29 апреля 2020. Архивировано 20 апреля 2019 года.